# Simcoe-tó
A Simcoe-tó (ejtsd: szimku, angolul Lake Simcoe, franciául Lac Simcoe), a tengerszint felett 219 méter magasan fekvő tó Kanada Ontario tartományában. 

## Története
A Huron-, Michigan-, Felső-, Nipigon-, és Nipissing-tavakkal együtt az utolsó eljegesedés után maradt meg az őskori Algonkin-tóból.
A vidék őslakósai, a huronok "Ouentironk"-nak, azaz szép víznek nevezték.

## Földrajz
Kisebb öbleit leszámítva, kerülete 130 km, területe pedig 1440 km². Számos erdős sziget (Holland, Mukkutch, Beaver stb.) van rajta. Mocsarak kötik össze a Couchiching-tóval, amelynek lefolyása a Huron-tóba torkolló Severn folyó.
A Simcoe-tóba, többek közt az alábbi folyók és patakok ömlenek: 
- Bluffs-patak
- Beaverton-folyó (Beaver-folyó)
- Holland-folyó
- Maskinonge-folyó
- Pefferlaw-folyó
- Black-folyó
- Talbot-folyó
- White's-patak

## Élővilág, ökológia, vízminőség
Bár a tóparti települések nagyrészt a Simcoe-ból nyerik ivóvizüket, a különféle behurcolt fajok miatt a tó ökológiai szempontból rossz állapotban van.
Mikor a tó vize tiszta, bőségesen úszkálnak benne a pisztrángok, heringek és nagy marénák.

## Éghajlat, klíma
Éghajlata mérsékelt kontinentális.

## Közeli települések
- Barrie
- Orillia

## Közlekedés
A tó hajózásra is alkalmas az itt is áthaladó 386 km hosszú Trent–Severn-csatornán.
Barrie (5550 lakos) és Orillia (4752 lakos) közt rendes gőzhajó-közlekedés van. [forrás?]

## Fordítás
Ez a szócikk részben vagy egészben  a   Lake Simcoe című angol Wikipédia-szócikk fordításán alapul.  Az eredeti cikk szerkesztőit annak laptörténete sorolja fel. Ez a jelzés csupán a megfogalmazás eredetét és a szerzői jogokat jelzi, nem szolgál a cikkben szereplő információk forrásmegjelöléseként.

## Külső hivatkozások
- Lake Simcoe Conservation Foundation (angolul)
- Lake Simcoe Region Conservation Authority (angolul)
- International Lake Environment Committee (angolul)